# Cheilotrichia (Empeda) telacantha
Cheilotrichia (Empeda) telacantha is een tweevleugelige uit de familie steltmuggen (Limoniidae). De soort komt voor in het Afrotropisch gebied.